# Acordajul profesorului Octav
Acordajul profesorului Octav este un film românesc din 2014 scris și regizat de Germain Kanda. Rolurile principale au fost interpretate de actorii Sorin Miron și Sandu Gruia.

## Prezentare
Octav este un cercetător în domeniul fizicii care nu mai poate zâmbi. În cele din urmă găsește soluția problemei sale prin intermediul muzicii.

## Distribuție
- Sorin Miron ca Octav
- Sandu Gruia
- Gabi Costin

## Premii
- 2014 - CineMAiubit - Premiul criticii
- 2015 - Arkadia ShortFest - Cel mai bun film